# Paspalidium tabulatum
Paspalidium tabulatum är en gräsart som först beskrevs av Eduard Hackel, och fick sitt nu gällande namn av Charles Edward Hubbard. Paspalidium tabulatum ingår i släktet Paspalidium och familjen gräs. Inga underarter finns listade i Catalogue of Life.